# Ippodromo di San Isidro
L'Ippodromo di San Isidro (Hipódromo de San Isidro in spagnolo) è un ippodromo situato nel dipartimento di San Isidro, in provincia di Buenos Aires, in Argentina. Sorge a 22 km dalla capitale argentina.

## Storia
Di proprietà del Jockey Club, fu inaugurato l'8 dicembre 1935 ed è uno degli ippodromi più grandi del Sudamerica.

## Descrizione
Ha una superficie di 1,48 km² e un percorso su prato lungo 2.783 metri e largo 45 metri. Ogni anno a dicembre ospita il Gran Premio Carlos Pellegrini, la maggiore competizione equestre argentina.

## Eventi
È tra i luoghi dove si svolge il festival musicale Lollapalooza.